# Tzintzuntzán

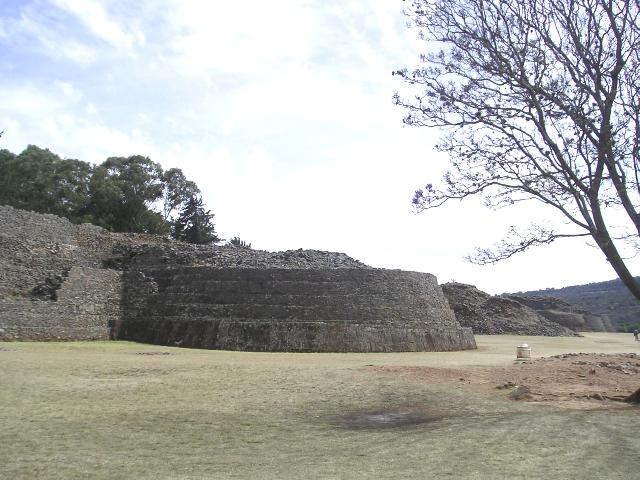
Vista di due yácatas

Antico sito archeologico localizzato nello stato messicano del Michoacán, a circa 18 km a nord di Pátzcuaro ed a oltre 50 km da Morelia, la capitale dello stato.
Le rovine tarasche di Tzintzuntzán sono situate a monte dell'omonimo
villaggio, su una collina che domina il vicino lago di Pátzcuaro. Il complesso, costruito in maniera non canonica, era a suo tempo il principale centro culturale dei Taraschi.

## Descrizione del sito

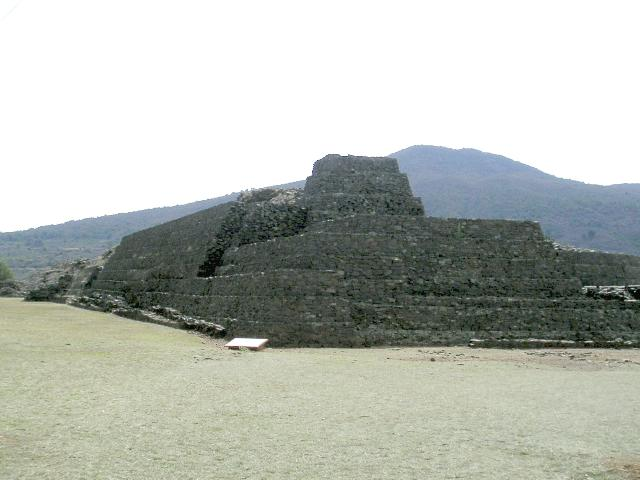
La piattaforma

L'antico complesso archeologico, di cui restano solo alcune parti, è particolarmente interessante per il suo stile architettonico. Su un'enorme piattaforma (450 X 250 metri) si trovano cinque bassi templi a forma di T, la cui struttura sottostante di forma rettangolare finiva in piattaforme ovali. Queste, ricoperte in origine da una parte superiore tonda con tetto, venivano utilizzate come sepolcri, mentre le vere e proprie yácatas servivano come luoghi di culto per il dio del fuoco Curicáveri. Scavi presso l'edificio tondo del tempio V hanno portato alla luce cripte di sovrani taraschi e delle loro famiglie, insieme a numerose offerte per i defunti.
Sul lato orientale di questo complesso è presente una scalinata lunga oltre 30 metri che portava alla terrazza.